# Priestleya
Priestleya là một chi thực vật có hoa trong họ Đậu.